# Pablo Moreno (Musiker)
Pablo Moreno (Leonardo Blas Papasso; * 21. Oktober 1923 in Cosenza, Italien; † 4. September 1980 in Montevideo) war ein uruguayisch-argentinischer Tangosänger italienischer Herkunft.

## Leben
Moreno wuchs in Montevideo auf. Er arbeitete vierzehnjährig in einer Tankstelle und später in einer Autowerkstatt und finanzierte mit dem Lohn sein Gesangsstudium. Im Alter von sechzehn Jahren gewann er einen Gesangswettbewerb und hatte danach Auftritte im Radio und im Luxushotel Carrasco. Seine professionelle Laufbahn begann er im Orchester Emilio Pellejeros, mit dem er bei Radio El Espectador debütierte und später im Café Ateneo und im Cabaret Tupí Nambá auftrat. Im Orchester Roberto Lurattis sang er im Duett mit Nina Miranda. 1942 nahm er mit Emilio Pellejero beim Label Sondor den Tango Eterna melodía und den Walzer Nieve auf.
1946 kam er auf Einladung von Juan Caló nach Buenos Aires. Dort wurde er von Julio De Caro engagiert und trat mit dessen Orchester im Hotel Casino in Mar del Plata und später in Buenos Aires auf. Schon 1947 kehrte er nach Montevideo zurück. 1948 arbeitete er dort mit den Formationen von Juan Baüer und von Hugo Di Carlo, 1950 mit den Orchestern von Edgardo Pedroza und von Francisco Reynares.
Im Jahr 1951 zog Moreno nach Buenos Aires und eröffnete dort eine Gaststätte. Gemeinsam mit seinem Jugendfreund Julio Sosa wurde er Sänger im Orquesta Francini-Pontier, mit dem er 1952 den Tango Anoche von Cátulo Castillo und Armando Pontier aufnahm. Sosa wechselte 1953 zu Francisco Rotundo und wurde durch Mario Lagos ersetzt. Bis zu seinem Ausscheiden 1954 nahm Moreno vierzehn Titel auf und begann dann eine Laufbahn als Solosänger mit Begleitung eines Orchesters unter der Leitung von Lorenzo Barbero.
Mit dem Orchester Atilio Stampones und dem Duopartner Héctor Petray trat er nach dem Debüt bei Radio El Mundo in Ballsälen und den Teestuben Adlon und Richmond auf. 1958 nahm er beim Label Audio Fidelity die LP Tango Argentino auf. Wegen familiärer Probleme beendete er 1959 seine Zusammenarbeit mit Stampone und reiste nach Montevideo. Nach seiner Rückkehr nach Buenos Aires nahm er mit dem Orchester Aquiles Aguilars beim Label Odeon den Tango De puro curda von Carlos Olmedo und Abel Aznar auf. In der Folgezeit tourte er drei Jahre lang durch den Süden Argentiniens. Ab 1963 trat er mit dem Trio Toto Rodríguez’ in Uruguay auf. 1965 beendete er seine Laufbahn als Musiker und begann als Barkeeper zu arbeiten. 1980 starb er in Montevideo an Lungenkrebs.

## Aufnahmen
- Anoche
- Lluvia sobre el mar
- Prohibido
- Triste flor de tango
- Tengo un amigo
- Cuando talla un bandoneón
- Las cosas que me han quedado
- Azabache
- Reflexionemos
- Adiós corazón
- Nostalgias
- Salimos a bailar